# Tine Schneider
Tine Schneider (* 1956 in Wolfenbüttel als Christine Schneider) ist eine deutsche Jazzpianistin.
Schneider hat nach einem Lehramtsstudium am Hilversums Conservatorium studiert. Sie lebte anschließend in Amsterdam und leitete ihr eigenes Trio; sie spielte zudem mit u. a. Ferdinand Povel, Ack van Rooyen, Luluk Purwanto, Denise Jannah, Clarence Becton, Ellen Helmus, Ray Appelton, Martin Classen und Benny Bailey. Tourneen führten sie nach Spanien, Russland, Frankreich, Indonesien und Malaysien.
Zwischen 1986 und 2002 unterrichtete Schneider zugleich am „Conservatorium van Amsterdam“ in den Fächern Jazz-Piano und Ensemble. Seit 2002 lebt sie wieder in Deutschland und ist als Dozentin an der Hochschule für Musik Würzburg tätig. Außerdem arbeitete sie als freiberufliche Musikerin mit ihrem Trio (Sebastian Nay und Rudi Engel) sowie mit Carolyn Breuer und Sängerinnen wie Özay Fecht, Sheila Jordan oder Sabine Kühlich.